# Yossef Yitzchok Schneersohn
Pour les articles homonymes, voir Schneersohn.

Yossef Yitzchok Schneersohn, dit le Rayatz, est un rabbin orthodoxe du XXe siècle (21 juin 1880 - 12 Tamouz  / 28 janvier 1950 - 10 Chevat ), sixième Rebbe (chef spirituel) de la dynastie hassidique Habad-Loubavitch. Il est parfois désigné sous le surnom de Frierdiker Rebbe (yiddish Précédent Rabbi).
Épisodes importants: 15 Sivan 1927: emprisonnement du Rabbi et 12-13 Tamouz 1927: libération du Rabbi.
Adar Beth 1940: arrivée aux États-Unis.
16 Adar 1949: acceptation de la citoyenneté américaine.
Hiloula (date de décès) 10 Chevat 
Il a exercé au sein de l'Union soviétique puis en Lettonie, en Pologne et aux États-Unis, où il passe les dix dernières années de sa vie.

## Éléments biographiques

### Jeunes années
Yossef Its'hak Schneersohn né à Lioubavitchi (dans le gouvernement de Moguilev de l'empire russe). Il est nommé secrétaire personnel de son père à 15 ans. Cette même année, il représente son père lors de la Conférence des chefs communautaires à Kovno. L'année suivante (1896), il participe à la conférence de Vilnius, avec des rabbins et dirigeants communautaires. Il discute de sujets importants tels que : l'éducation juive, les enfants juifs ne sont pas autorisés à fréquenter l'école pendant la journée de Shabbat, la création d'une organisation juive dans le but de renforcer le judaïsme. Il participe à cette conférence à nouveau en 1908.
Le 13 Eloul 5657 (1897) à l'âge de 17 ans, il épousa une cousine éloignée Nechama Dina Schneersohn, fille du Rabbin Avraham Schneerson de Kichinev.
En 1898 il est nommé à la tête de la Yeshiva Tomchei Temimim.
Le 11 Chvat 1950, à la période de son décès, lors du cortège funèbre, il y avait une grande foule compacte qui suivait le cortège et essayait d'être le plus proche du Rabbi. Dans la voiture, dès que le cercueil fut déposé 4 Hassidim était avec le Rabbi jusqu'au cimetière: Rav Chemouel Levitin, Rav Dovber Rivkin, Rav Israël Jacobson et Rav Yehouda Leib Pozner.
Le Kever (tombeau) du Rabbi Rayatz est à côté de celui de Rabbi Menachem Mendel Schneerson.

## Sites externes
12-13 Tamouz : L’arrestation et la délivrance du Rabbi précédent
Youd Chevat – Anecdotes sur le Rabbi précédent et le Rabbi
Le Rabbi précédent accepte la citoyenneté américaine: 16 Adar 5709 • 17 mars 1949
Hiloula du Rav Yossef Its'hak Schneerson (le Rayatz)
17 faits sur Rabbi Yossef Its’hak de Loubavitch
Nigoun (mélodie) Youd Beith Tamouz - fr.chabad.org